# Engerdal
Engerdal (eller Engerdalen) är en kyrkby som utgör centralort i Engerdals kommun i Innlandet fylke i östra Norge. Orten ligger vid fylkesväg 26 och Engeråa, söder om insjön Litle Engeren i Engerdalen. Här finns Engerdals kyrka.

## Bilder

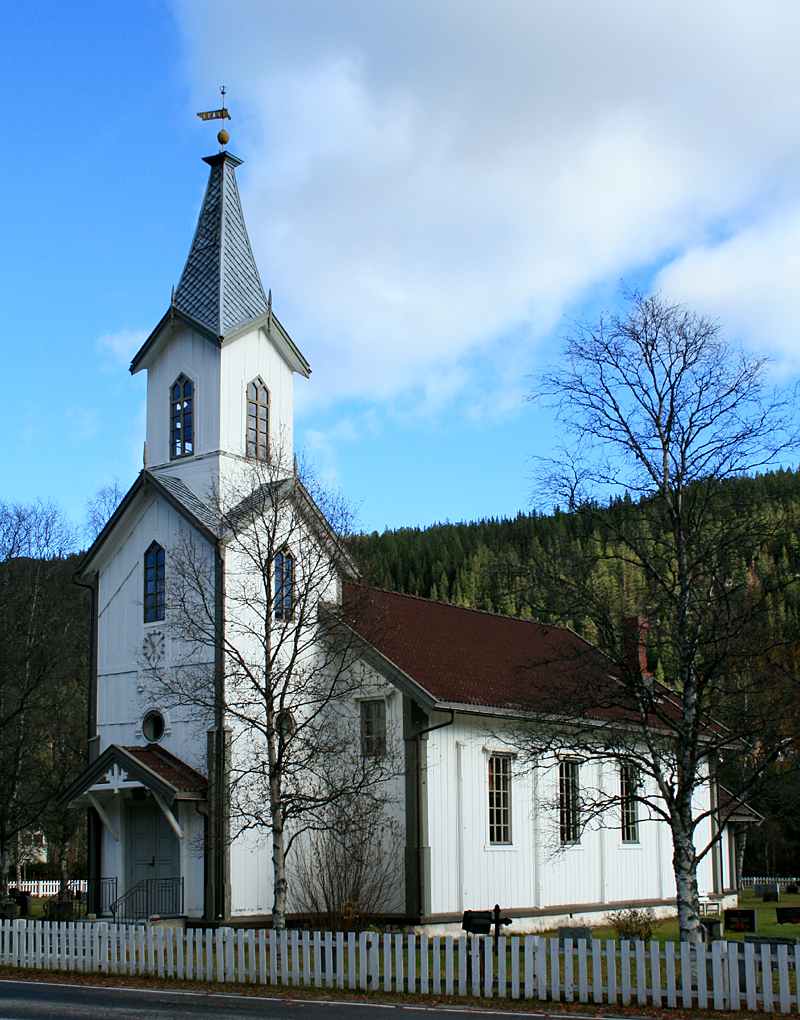
Engerdals kyrka.
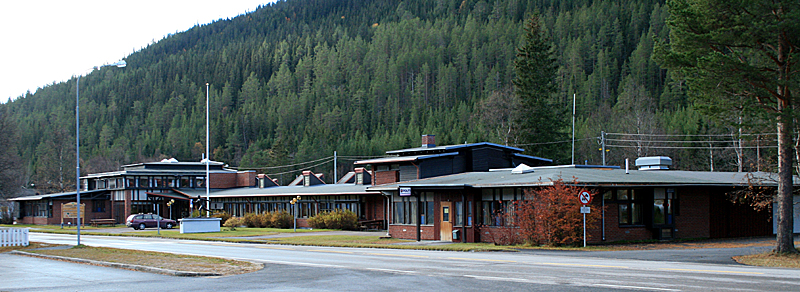
Engerdals kommunhus.